# Meratus
Meratus ist ein heiliger Berg und ein Gebirgszug im Südosten der Insel Borneo (Indonesien).
Das Meratus-Gebirge verläuft in einem Nord-Süd Bogen und teilt die Provinz Süd-Kalimantan in zwei Teile. Der östliche Teil der Provinz ist gebirgig und mit tropischem Regenwald bedeckt. Die indigenen Dayak bilden hier die Minderheit. Die Region im Süden ist viel flacher, hat breite und lange Flüsse, die sich durch das Tiefland und durch die Sumpfgebiete schlängeln. An seinen südlichen Ausläufern befindet sich die Kusan-Bergkette. Der Meratus-Gebirgszug steigt östlich an und verbindet sich dann mit dem Flachland an der Küste. Zum Westen hin läuft er in einem sumpfigen Becken aus, welches vom Fluss Negara geformt wurde. Der Osten zeichnet sich zusätzlich durch sehr viele Buchten aus.
In den 1990er-Jahren wurden von der Borneo Orangutan Survival Foundation 350 Orang-Utans in das Schutzgebiet des Meratus ausgewildert. 
Die höchste Erhebung des Meratus-Gebirges ist der Berg Gunung Besar mit einer Höhe von 1892 m (2° 42′ 39″ S, 115° 37′ 33″ O).